# Falcons de Vilanova i la Geltrú

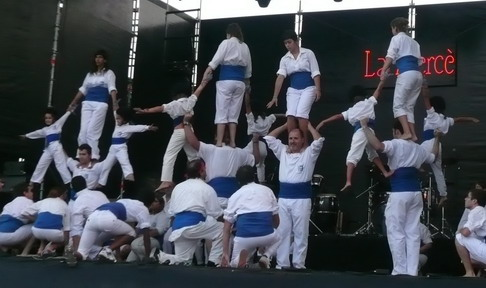
Molinets dels Falcons de Vilanova i la Geltrú

Els Falcons de Vilanova i la Geltrú, és la colla de falcons de Vilanova i la Geltrú (Garraf), fundada per primer cop l'octubre de 1972 i recuperada el 30 de maig de 1998.
Com a colla de falcons, duen a terme figures humanes com les següents:
- el capdil
- la pira
- la tripira
- els ventalls
- el vol
- el fòking
- el tres obert
- els cristos
- la catedral

El 31 de juliol de 2016, dins els actes previs de la Festa Major de Vilanova i la Geltrú la colla va portar a plaça per primera vegada aquesta nova figura.
El color de la faixa dels falconers vilanovins és el blau, representant, segons algunes fonts, el mar Mediterrani que banya la costa de la ciutat.
Fan els assajos a la Peixateria Vella.